# Gyllingar
Gyllingar (Oriolidae) är en familj bland gamla världens tättingar.

## Utbredning och taxonomi
Familjen omfattar numera släktena egentliga gyllingar (Oriolus), fikonfåglar (Sphecotheres), pitohuier (Pitohui) och det utdöda nyzeeländska släktet Turnagra. Familjen finns utbredd i Afrika, Europa och Asien söderut till Australien. De få arter som häckar i tempererade områden är alla flyttfåglar, men även vissa tropiska arter gör säsongsbundna förflyttningar. 

## Utseende
Gyllingar är mellanstora tättingar som mäter mellan 20 och 30 cm på längden, och där honan är bara något mindre än hanen. Deras näbb är något nedåtböjd och, undantaget hos gröngyllingarna, jämnlång med huvudet. Näsborrarna är halvtäckta av en hornartad hinna. Stjärten är medellång och har en rak avslutning. Tarsen är inte längre än mellantån med klo. Merparten av arterna har färggranna fjäderdräkter, men honorna bär oftast dovare färger. 

## Beteende

### Biotop och föda
Familjen förekommer i skogsbiotoper och tenderar att söka sin föda bland trädkronorna. Många arter klarar av att leva i öppen skogsmark, medan vissa bara återfinns i slutna skogsbiotoper. De är allätare, men huvudfödan utgörs av frukt, bär och leddjur.

### Häckning
De lever i monogama förhållanden, häckar i revirhävdande par (Sphecotheres viridis häckar dock i löst sammansatta kolonier). Boet placeras ibland nära mer aggressiva fågelarter, såsom törnskator, arter i släktet Philemon eller arter i familjen Dicruridae, vilket ger ett visst mått av extra skydd mot predatorer. Gyllingarnas bon består av ett djupt, skålformat vävt rede, som är upphängt liksom en hängmatta från en gren. De lägger vanligtvis två till tre ägg, men så många som sex har observerats.

## Arter
Efter AviList:
- Släktet Pitohui – pitohuier
  - Svarthuvad pitohui  (P. dichrous)
  - Rajaampatpitohui  (P. cerviniventris)
  - Nordlig pitohui (P. kirhocephalus)
  - Sydlig pitohui  (P. uropygialis)
- Släktet Turnagra
  - Nordöpiopio (T. tanagra) – utdöd
  - Sydöpiopio (T. capensis) – utdöd
- Släktet Sphecotheres – fikonfåglar
  - Wetarfikonfågel (S. hypoleucus)
  - Timorfikonfågel (S. viridis)
  - Australisk fikonfågel (S. vieilloti)
- Släktet Oriolus – egentliga gyllingar
  - Halmaheragylling (O. phaeochromus)
  - Burugylling (O. bouroensis)
  - Seramgylling (O. forsteni)
  - Grönryggig gylling (O. sagittattus)
  - Tanimbargylling (O. decipiens)
  - Gulgrön gylling (O. flavocinctus)
  - Timorgylling (O. melanotis)
  - Papuagylling (O. szalayi)
  - Wetargylling (O. finschi)
  - Sundagylling (O. xanthonotus)
  - Buktalargylling (O. consobrinus)
  - Filippingylling (O. steerii)
  - Vittyglad gylling (O. albiloris)
  - Isabelagylling (O. isabellae)
  - Karmosingylling (O. traillii)
  - Silvergylling (O. mellianus)
  - Svartgylling (O. hosii)
  - Javagylling (O. cruentus)
  - Svartröd gylling (O consanguineus)
  - Orientgylling (O. xanthornus)
  - Grönhuvad gylling (O. chlorocephalus)
  - Sãotomégylling (O. crassirostris)
  - Djungelgylling (O. brachyrhynchus)
  - Etiopiengylling (O. monacha)
  - Svarthuvad gylling (O. larvatus)
  - Svartvingad gylling (O. nigripennis)
  - Berggylling (Oriolus percivali)
  - Afrikansk gylling (O. auratus)
  - Indisk sommargylling (O. kundoo)
  - Sommargylling (O. oriolus)
  - Smalnäbbad gylling (O. tenuirostris)
  - Svartnackad gylling (O. chinensis)